# Војин
Војин је старо словенско мушко име. Води порекло од старословенске основе воин, што значи „војник” или му значење потиче од старе речи војно, која означава мужа. У Словенији је ово име изведено од имена Војко. 

## Историјат
Помиње се у писаним манастирским поменицима још у 14. веку.

## Популарност
У Србији је ово име у периоду од 2003. до 2005. било на 53. месту по популарности, а у Словенији 2007. на 746.

## Изведена имена
Од овог имена је изведено име Воин.